# 大道健二
大道 健二（だいどう けんじ、1982年8月21日 - ）は、東京都葛飾区出身で阿武松部屋に所属していた元大相撲力士。本名は中西 健二（なかにし けんじ）、愛称はケンちゃん。身長187cm、体重172kg、血液型A型。得意手は右四つ、上手投げ。最高位は東前頭8枚目（2012年9月場所）。現在は年寄・阿武松。阿武松部屋の師匠として後進の指導に当たっている。

## 来歴
姉の勧めで小学校4年生の時から葛飾区の白鳥相撲教室で相撲を始め、目黒学院高校ではインターハイに出場、専修大学では東日本体重別無差別級優勝という実績を残した。なお、2年時に母が癌で死去するという苦難を経験している。当初はプロ志望では無かったが希望の進路に進めなかったこともあり、大学卒業後は阿武松部屋に入門して2005年3月場所に初土俵を踏んだ。
2005年5月場所に7戦全勝で序ノ口優勝、翌7月場所には再び7戦全勝で序二段優勝と華々しい成績を挙げて幕下までは順調に出世したが、その後は長く足踏みが続いた。西幕下5枚目まで番付を上げた2009年3月場所では場所前に顎を骨折して全休。この怪我により10日間を流動食のみで過ごし、一時は平常より体重が15kg減ってしまった。翌5月場所から勝ち越しを続けて再び幕下上位まで番付を戻した。西幕下3枚目の位置で迎えた2010年1月場所では4勝3敗と勝ち越し、場所後の番付編成会議で翌3月場所における新十両への昇進が決定し、同時に四股名を本名の「中西」から「大道」と改めた。同じ阿武松部屋の益荒海と同時の新十両昇進となり、同部屋から同時に新十両への昇進を果たすのは2008年1月場所での春日野部屋（木村山と栃ノ心）以来のこととなった。専修大相撲部出身者からは武双山・片山に続く3人目の関取力士となった。
新十両の場所となった2010年3月場所では9勝6敗と勝ち越し、続く5月場所でも10勝5敗という好成績を収めたものの、2010年に発覚した大相撲野球賭博問題において野球賭博に関与したという理由により特別調査委員会から同年7月場所における謹慎休場を勧告されたため、翌7月場所を全休し、続く9月場所において幕下へと陥落した。なお、大相撲野球賭博問題に関しては、本人は2011年3月3日に賭博開帳図利で書類送検され、同年3月17日には賭博罪で起訴されている。
謹慎処分の結果として幕下へ陥落した2010年9月場所では西幕下筆頭の位置で4勝3敗と勝ち越し、翌11月場所において1場所での十両復帰を果たすと、その11月場所と続く2011年1月場所と2場所連続して9勝6敗の成績を挙げて勝ち越し、大相撲八百長問題による翌3月場所の中止を挟んで、同年5月技量審査場所においても東十両4枚目の位置で8勝7敗と勝ち越しを決めて、翌7月場所において新入幕を果たした。2012年7月場所では初日から7連勝と非常に好調で、給金相撲で3連敗するなど後半はやや失速したものの、11日目に勝ち越しを決めて最終的に10勝5敗という好成績を収めた。2013年7月場所は初日から14連敗を喫する絶不振ぶりであったが、千秋楽の富士東戦でやっと白星を上げ、幕内皆勤全敗を免れた。 その次の9月場所でも6勝9敗と負け越したが翌11月場所は番付運に恵まれ東十両9枚目からわずか1枚半下降の西十両10枚目の地位で土俵に上がり、正念場となるこの場所は14日目に勝ち越しを決めて最終的に9勝6敗で終えた。2014年3月場所は東十両5枚目の番付で、7勝7敗の成績で千秋楽を迎え、この日の取組に十両全勝優勝の快挙がかかっていた豊真将に勝つ殊勲の星で勝ち越した。
2015年11月場所、西十両13枚目で6勝9敗と負け越し、2016年1月場所では西幕下2枚目に陥落したが、9日目までに1勝4敗と負け越した。1月21日、現役を引退し年寄小野川を襲名することになった。国技館内で師匠の阿武松親方とともに引退会見に応じた大道は「小学校の時から相撲をやらせていただいた。すごい充実した相撲生活だった」と話し、さらに「阿武松部屋に入門できたことが一番良かった。自分の実力は大学生のときに分かっていて、十両に上がれないだろうと思って入ったけど、親方の厳しい指導で、上げてもらった。実力以上のものが出せた」と振り返った。引退後については「少しでも（阿武松）親方の力になれるよう、サポートできる親方になりたい。自分は地味な力士だったけど、お客さんがあいつの相撲は良かったと言ってくれるような弟子を育てたい」と語った。2018年1月13日付で、年寄・21代「音羽山」を継承・襲名した。
2019年9月、入門時からの師匠だった阿武松が高血圧など体調不良を理由に部屋経営を断念して退職の意向を表明。これを受けて9月26日に師匠と年寄名跡の交換を行う形で阿武松部屋を継承することとなり、同日の協会理事会にて承認された。最初は先代阿武松の秘蔵っ子と目されており、実績も最高位も勝る不知火を差し置いて部屋継承はできないと「顔じゃない」と断るつもりであったが、不知火に部屋を継承する気が無かったため、最終的に自身の継承が決まった。
2024年5月場所で阿武剋が新十両。子飼いから初の関取となった。

## エピソード
- 「大道」は出羽海部屋の御嶽海久司の本名の姓（読みは「おおみち」）と文字が同一でもあり、大道の引退を聞いた御嶽海によれば「（大道さんから）俺の方が名前変えようか?」と気遣いの言葉を戴いたことを明らかにしている[13]。その御嶽海とは2015年7月場所7日目に対戦し敗北[14]。御嶽海とはその後、番付が大きく開いたことから「大道対決」はこの一番のみだった。
- 元関脇・寺尾の錣山親方には自身が阿武松部屋を継承してからいたく気に懸けてもらったようであり、錣山親方の死去の際に心優しい兄貴分だったと感謝した[15]。

## 主な成績

### 通算成績
- 通算成績：347勝333敗23休 勝率.510
- 幕内成績：87勝108敗 勝率.446
- 現役在位：65場所
- 幕内在位：13場所

### 各段優勝
- 序二段優勝：1回（2005年7月場所）
- 序ノ口優勝：1回（2005年5月場所）

### 場所別成績
| | 一月場所 初場所（東京） | 三月場所 春場所（大阪） | 五月場所 夏場所（東京） | 七月場所 名古屋場所（愛知） | 九月場所 秋場所（東京） | 十一月場所 九州場所（福岡） |
| --- | ----------------------- | ----------------------- | ----------------------- | --------------------------- | ----------------------- | --------------------------- |
| 2005年 （平成17年） | x                       | （前相撲）              | 西序ノ口14枚目 優勝 7–0 | 東序二段21枚目 優勝 7–0     | 東三段目27枚目 4–3      | 西三段目15枚目 2–5          |
| 2006年 （平成18年） | 東三段目39枚目 6–1      | 東幕下54枚目 6–1        | 西幕下24枚目 5–2        | 東幕下14枚目 4–3            | 西幕下10枚目 3–4        | 東幕下16枚目 2–5            |
| 2007年 （平成19年） | 東幕下33枚目 4–3        | 西幕下26枚目 5–2        | 西幕下15枚目 5–2        | 東幕下7枚目 3–4             | 東幕下10枚目 4–3        | 西幕下6枚目 3–4             |
| 2008年 （平成20年） | 東幕下11枚目 3–4        | 東幕下16枚目 3–4        | 西幕下21枚目 3–4        | 東幕下28枚目 5–2            | 西幕下18枚目 4–3        | 東幕下11枚目 4–3            |
| 2009年 （平成21年） | 西幕下7枚目 4–3         | 西幕下5枚目 休場 0–0–7  | 西幕下45枚目 5–2        | 西幕下27枚目 6–1            | 西幕下9枚目 5–2         | 東幕下5枚目 4–3             |
| 2010年 （平成22年） | 西幕下3枚目 4–3         | 西十両14枚目 9–6        | 東十両8枚目 10–5        | 西十両2枚目 出場停止 0–0–15 | 西幕下筆頭 4–3          | 西十両12枚目 9–6            |
| 2011年 （平成23年） | 西十両8枚目 9–6         | 八百長問題 により中止   | 東十両4枚目 8–7         | 東前頭12枚目 6–9            | 東前頭15枚目 8–7        | 東前頭12枚目 8–7            |
| 2012年 （平成24年） | 西前頭9枚目 6–9         | 東前頭12枚目 7–8        | 西前頭12枚目 7–8        | 東前頭13枚目 10–5           | 東前頭8枚目 7–8         | 西前頭8枚目 5–10            |
| 2013年 （平成25年） | 東前頭13枚目 6–9        | 東前頭15枚目 8–7        | 東前頭13枚目 8–7        | 東前頭11枚目 1–14           | 東十両9枚目 6–9         | 西十両10枚目 9–6            |
| 2014年 （平成26年） | 西十両6枚目 8–7         | 東十両5枚目 8–7         | 西十両筆頭 3–12         | 東十両10枚目 6–9            | 東十両12枚目 8–7        | 東十両8枚目 9–6             |
| 2015年 （平成27年） | 西十両3枚目 6–9         | 東十両5枚目 6–9         | 西十両8枚目 6–9         | 東十両11枚目 4–11           | 東幕下3枚目 5–2         | 西十両13枚目 6–9            |
| 2016年 （平成28年） | 西幕下2枚目 引退 1–4–1  | x                       | x                       | x                           | x                       | x                           |
| 各欄の数字は、「勝ち-負け-休場」を示す。 優勝 引退 休場 十両 幕下 三賞：敢=敢闘賞、殊=殊勲賞、技=技能賞 その他：★=金星 番付階級：幕内 - 十両 - 幕下 - 三段目 - 序二段 - 序ノ口 幕内序列：横綱 - 大関 - 関脇 - 小結 - 前頭（「#数字」は各位内の序列） |                         |                         |                         |                             |                         |                             |

### 幕内対戦成績
| 力士名   | 勝数 | 負数 | 力士名 | 勝数 | 負数 | 力士名   | 勝数 | 負数 | 力士名     | 勝数 | 負数 |
| -------- | ---- | ---- | ------ | ---- | ---- | -------- | ---- | ---- | ---------- | ---- | ---- |
| 碧山     | 2    | 4    | 朝赤龍 | 6    | 1    | 旭日松   | 2    | 0    | 東龍       | 1    | 0    |
| 安美錦   | 1    | 1    | 阿覧   | 1    | 5    | 勢       | 3    | 0    | 大岩戸     | 1    | 0    |
| 隠岐の海 | 0    | 2    | 魁聖   | 1    | 5    | 臥牙丸   | 1    | 4    | 北太樹     | 3    | 4    |
| 皇風     | 0    | 1    | 木村山 | 3    | 0    | 旭秀鵬   | 1    | 0    | 旭天鵬     | 1    | 6    |
| 黒海     | 0    | 1    | 琴勇輝 | 0    | 1    | 磋牙司   | 3    | 1    | 佐田の富士 | 6    | 2    |
| 常幸龍   | 0    | 3    | 翔天狼 | 5    | 4    | 松鳳山   | 0    | 2    | 蒼国来     | 0    | 1    |
| 双大竜   | 1    | 0    | 大喜鵬 | 1    | 0    | 隆の山   | 4    | 0    | 高見盛     | 0    | 1    |
| 髙安     | 0    | 3    | 宝富士 | 2    | 2    | 豪風     | 3    | 2    | 玉飛鳥     | 2    | 1    |
| 玉鷲     | 4    | 3    | 千代鳳 | 0    | 1    | 千代の国 | 2    | 3    | 剣武       | 0    | 1    |
| 天鎧鵬   | 2    | 1    | 時天空 | 2    | 3    | 德勝龍   | 0    | 1    | 土佐豊     | 0    | 1    |
| 栃煌山   | 0    | 1    | 栃ノ心 | 0    | 5    | 栃乃洋   | 0    | 1    | 栃乃若     | 2    | 2    |
| 豊響     | 2    | 5    | 鳰の湖 | 0    | 1    | 富士東   | 4    | 5    | 寶智山     | 1    | 1    |
| 豊真将   | 1    | 0    | 誉富士 | 1    | 0    | 舛ノ山   | 0    | 3    | 雅山       | 1    | 2    |
| 妙義龍   | 1    | 1    | 芳東   | 1    | 1    | 嘉風     | 4    | 2    | 若の里     | 1(1) | 6    |

## 改名歴

### 力士
- 中西 健二（なかにし けんじ）2005年3月場所 - 2010年1月場所
- 大道 健二（だいどう - ）2010年3月場所 - 2016年1月場所

### 年寄
- 小野川 健二（おのがわ けんじ）2016年1月21日 - 2018年1月13日
- 音羽山 健二（おとわやま - ）2018年1月13日 -2019年9月25日
- 阿武松 健二（おうのまつ - ）2019年9月26日 -